# Netzwerkökonomik
Als Netzwerkökonomik (auch Netz(werk)ökonomie; englisch network economy) wird eine interdisziplinäre Wissenschaft bezeichnet, die sich mit wirtschaftlichen Aspekten von Netzwerken befasst.

## Allgemeines
Netzwerke beruhen auf der Graphentheorie als Teilgebiet der diskreten Mathematik und der theoretischen Informatik; nicht zuletzt tragen die Betriebswirtschaftslehre, Industriebetriebslehre und Volkswirtschaftslehre zur Netzwerkökonomik bei. Erkenntnisobjekt sind Netze oder Netzwerke, also Verbindungen (Kanten) zwischen verschiedenen Netzknoten, wobei die Verbindungen als Übertragungswege dienen.
Dabei wird unterschieden zwischen Verteilnetzen und interaktiven Netzen. Erstere dienen der Belieferung von Verbrauchern mit Energie (Energienetzwerke) wie Strom (Stromnetze), Erdgas (Gasnetze), Trinkwasser (Wassernetze) oder Kabelfernsehen (Kabelnetze), zum Austausch von Waren oder Informationen wie Straßen-, Schienen- oder Wasserstraßennetze sowie interaktive Netze (Telekommunikationsnetze) zum Austausch von Nachrichten. Auch Transportnetzwerke oder  Kommunikationsnetzwerke gehören dazu.
Die zunehmende Digitalisierung hat dazu beigetragen, dass die sich daraus abzeichnende Netzwerk-Ökonomie „durch zunehmende globale Vernetzung von Akteuren, Objekten und Infrastrukturen in einem deregulierten, privatisierten und liberalisierten Umfeld gekennzeichnet“ ist.
Zu den Kernthemen gehören der Einfluss von Netzwerkeffekten auf die Konsumnachfrage, Kompatibilitätsentscheidungen und Standardisierung, technologischer Fortschritt in stark vernetzten Industrien, zweiseitige Märkte, Informationsnetzwerke und geistiges Eigentum sowie die Ökonomik sozialer Netzwerke.

## Geschichte
Die Netzwerkökonomik hat eine lange Tradition als Teil des volkswirtschaftlichen Wissenschaftskörpers, begann allerdings erst in den 1990er Jahren eine eigenständige akademische Disziplin innerhalb der Volkswirtschaftslehre zu werden. Die Weiterentwicklung der Disziplin ist stark abhängig von der Entwicklung neuer Technologien und Produkte, die auf der Verwendung von Netzwerkstrukturen basieren, sowie neuer Netzwerkdienstleistungen (z. B. Mobile-Banking).
Der Beginn der Netzwerkökonomik hängt davon ab, ob unter einem Netzwerk auch Verkehrsnetze subsumiert werden oder der Begriff auf Telekommunikationsnetze oder sogar lediglich auf digitale Netzwerke eingeschränkt wird.
Fritz Machlup führte 1962 den Begriff der Informationsökonomie ein und legte damit die Grundlage für die ökonomische Betrachtung von Informationen und Wissen. Kevin Kelly ging 1998 davon aus, dass die Vernetzung in der Informationstechnik zu neuen ökonomischen Fragestellungen führe; doch auch wenn sich die Technologien änderten, bleiben ökonomische Gesetze bestehen. Im Jahre 1999 führten Autoren den Begriff der Internet-Ökonomie ein, um die auf einem digitalen Netz beruhende Wirtschaft zu beschreiben.
Adelheid von Saldern unterscheidet bei ihrer historischen Untersuchung am Beispiel der Unternehmerfamilie Schoeller drei Arten von Netzwerken, die sich teilweise überlappten: das Familien- und Verwandtennetzwerk, das lokale und regionale Governance-Netzwerk, das teilweise ebenfalls auf verwandtschaftlichen Bindungen beruhte, und das regionale und überregionale Branchennetzwerk.
Eine andere zukunftsträchtige Forschungsrichtung der Netzwerkökonomik ist die Verbesserung der bisherigen sozialen Netzwerkmodelle, um sie stärker in einem ökonomischen Kontext anwenden zu können, etwa um die Ökonomik virtueller Organisationen zu untersuchen.

## Untersuchungsgebiete
Untersuchungsgebiete der Netzwerkökonomie sind insbesondere Netzwerk-Märkte, Personen-, Güterverkehr und Nachrichtenverkehr, Preisstrategien oder Marktregulierung. Netzwerk-Märkte sind Märkte, auf denen mit Hilfe eines Netzwerks Wirtschaftsobjekte getauscht oder transportiert werden (etwa der Energiemarkt für Gas- oder Stromnetze). Im Personen- und Güterverkehr untersucht die Netzwerkökonomik etwa die Verfügbarkeit von Absatzketten, Lieferketten oder Transportketten. Schließlich sind auch Netzwerkeffekte oder Feedback-Effekte Gegenstand dieser Wissenschaft.

### Konsumnachfrage unter Netzwerkeffekten
Konsumentenpräferenzen zeigen positive (negative) Netzwerkeffekte; wenn der Konsumentennutzen steigt (sinkt), desto mehr Konsumenten die gleiche oder eine kompatible Marke verwenden. Ähnliches gilt für Netzwerkeffekte in der Produktion. Netzwerkeffekte spielen insbesondere für die Nachfrage nach Telekommunikationsdienstleistungen eine wichtige Rolle, wo der Anreiz, einem Netz beizutreten, mit der Anzahl an potentiellen Gesprächspartnern steigt, welche die gleiche Entscheidung treffen. Ökonomisch äußert sich dies zum einen in einer Vielzahl an Konsumentengleichgewichten, zum anderen in Koordinationsproblemen. Die Netzwerkeffekt-Hypothese wurde seither in verschiedenen Umgebungen empirisch geprüft, unter anderem durch Gandal, Economides und Himmelberg und Brynjolfsson und Kemerer.

### Kompatibilitätsentscheidungen und Standardisierung
Konkurrierende Marken werden als kompatibel bezeichnet, falls beide über einen gemeinsamen Standard betrieben werden können. Für die Analyse von Kompatibilität und deren Auswirkungen auf den Konsumentennutzen existieren drei Ansätze: der Netzwerkexternalitäten-Ansatz, der Komponenten-Ansatz und der Software-Ansatz. Der netzwerkökonomische Ansatz untersucht insbesondere die Kompatibilität und Inkompatibilität von Produkten unter Einfluss von Netzwerkeffekten. Bemerkenswert ist hierbei, dass im Falle von inkompatiblen Produkten das Unternehmen mit der größeren Nutzerbasis einen höheren Produktpreis verlangt und einen höheren Gewinn als Konkurrenten erwirtschaftet, dass die Unterschiede zwischen den Gleichgewichtspreisen und Gewinnen der jeweiligen Produkte mit der Präferenz der Konsumenten für größere Netzwerke zunehmen sowie dass Preiswettbewerb verstärkt wird, wenn Konsumenten mehr Wert auf die Größe des Netzwerks legen, da dies Unternehmen dazu bringt, ihre Preise zu senken, um ihr Kundennetzwerk zu vergrößern.

### Technologischer Fortschritt in vernetzten Industrien
In Hinblick auf technologischen Fortschritt ist eine vorrangige Frage, ob die neue Technologie durch die Konsumenten oder die Industrie tatsächlich angenommen werden wird, da bereits viele Nutzer die bestehende Technologie verwenden. Diese Frage entspricht letztlich einer Frage nach der Stärke der jeweiligen technologischen Netzwerkeffekte. In diesem Kontext beschäftigt sich die Netzwerkökonomik mit diversen Themen, darunter die spieltheoretische Modellierung strategischen Technologiewandels, der Bedeutung des Zeitpunkts von technologischem Übergang und Standardisierung, der Sponsorisierung neuer Technologien sowie internationaler Standardisierung. Eine Sonderrolle kommt hierbei dem Fall, dass eine verbesserte Technologie mit einer älteren Technologie inkompatibel ist, und dessen ökonomischen Konsequenzen zu. Ein weiterer Sonderfall der Netzwerkökonomik ist der Versuch einer netzwerkökonomischen Interpretation von Schumpeters Innovationstheorie, in welcher technologischem Fortschritt in Unternehmen eine Schlüsselrolle zukommt.

### Zweiseitige Märkte
Die Theorie zweiseitiger Märkte analysiert Nachfrage- und Angebotsüberschüsse zwischen zwei Märkten für Komplementärgüter und beschreibt selbst verstärkende Netzwerkeffekte. Derartige Netzwerkeffekte im Zusammenhang mit zweiseitigen Märkten wurden für die Gelben Seiten, Werbung in Magazinen sowie bei Kreditkartenverbünden empirisch nachgewiesen. Rysman (2009) weist allerdings darauf hin, dass die Literatur zu zweiseitigen Märkten mit ihrem Fokus auf Preisstrukturen von der Literatur zu Netzwerkeffekten thematisch getrennt ist.

### Informationsnetzwerke und geistiges Eigentum
Die Verbreitung von Informationen kann als Netzwerk konzeptualisiert werden, wobei den Eigenschaften der verbreiteten Informationen und der hierzu verwendeten Technologie besondere Bedeutung zukommt. Letztere wird noch wichtiger, wenn es sich um die Vervielfältigung von Informationen handelt: verschiedene Vervielfältigungstechnologien können sich in der Qualität der mit ihnen erstellten Kopien unterscheiden, was sich wiederum auf die Preisstruktur der Informationen auswirken kann. Zwei Anwendungsgebiete der Ökonomik von Informationsnetzwerken sind einerseits der neutrale bis positive Einfluss von Bibliotheken auf die Gewinne von Buchhandlungen und Verlagen, andererseits die neutralen bis positiven ökonomischen Konsequenzen von Kopieren und Software-Raubkopien sowie die Effektivität diverser Schutzmethoden.

### Ökonomik sozialer Netzwerke
Die Ökonomik sozialer Netzwerke kann um die drei zentralen Begriffe Konformität, Eitelkeit und Snobismus gegliedert werden und steht an der Schnittstelle zwischen Ökonomie und Soziologie. Konformität gegenüber den Konventionen sozialer Netzwerke als Annahme ökonomischer Modelle erklärt diverse soziale und wirtschaftliche Verhaltensweisen, die Festsetzung sozialer Standards und soziales Tauschverhalten beim Schenken. Harvey Leibenstein beschreibt in diesem Kontext drei externe Effekte sozialer Netzwerke: den Mitläufereffekt und Herdenverhalten, Nonkonformität und Snobeffekt sowie Veblens Geltungskonsum (Veblen-Effekt). Speziell Herdenverhalten beschreibt wie Individuen zusammen in einer Gruppe ohne bestimmte Führung agieren und kann ökonomisch als Gleichgewicht interpretiert werden, bei welchem jeder Entscheidungsträger die Wahl hat entweder seinem eigenen Signal oder vorangehenden Entscheidungsträgern zu folgen; dieses Modell ist ebenfalls bei der Erklärung der Produktwahl von frühzeitigen Anwendern relevant. Schließlich dienen ökonomische Modelle sozialer Netzwerke ebenfalls der Erklärung von Snobismus, d. h. jener Zustand, in dem der Nutzen eines Konsumenten abnimmt. desto mehr Konsumenten das gleiche Produkt kaufen.

## Netzwerkökonomie am Beispiel des Straßennetzes
Das Straßennetz als spezifisches Verkehrsnetz ist für alle Netzbenutzer, hier Verkehrsteilnehmer genannt, ohne besonderen Netzzugang nutzbar, von dem niemand ausgeschlossen wird (keine Ausschließbarkeit) und jeder – auch gleichzeitig mit anderen Verkehrsteilnehmern – das Netz nutzen kann (keine Rivalität). Wegen dieser Eigenschaften gehören Verkehrsnetze zu den öffentlichen Gütern. Im Regelfall ist das Straßennetz kostenlos nutzbar, eine Mautpflicht ist die Ausnahme und kann nur mit hohem Aufwand überwacht werden, was ebenfalls für ein öffentliches Gut spricht.
Je mehr Verkehrsteilnehmer sich im Netz bewegen, umso größer wird die Gefahr einer Netzstörung. Diese tritt durch Verkehrsstaus ein, die unter anderem durch Verkehrsunfälle und/oder die Hauptverkehrszeit ausgelöst werden. Verkehrsstaus sind netzwerkökonomisch negative externe Effekte, die zu Nutzungskosten (Staukosten) führen. Nutzungskosten entstehen dadurch, dass sich die Verkehrsteilnehmer als Nutzer der Verkehrsinfrastruktur jenseits einer kritischen Masse der Netzlast gegenseitig behindern und die Grenzkosten der Nutzung von allgemein nahe „Null“ auf deutlich positive Werte steigen. Spürbar werden diese Kosten durch Verspätungen, denn die Verkehrswege erfüllen ihre ursprüngliche Aufgabe der Gewährleistung einer ungehinderten Mobilität nicht mehr. Echte Nutzungskosten sind beispielsweise die Mautgebühren. In der deutschen Verkehrsökonomie wird überwiegend bestritten, dass Staukosten externe Kosten sind, weil die Verursacher des Staus auch gleichzeitig die Betroffenen sind. Jeder betroffene Verkehrsteilnehmer wird von einem Stau gleichermaßen beeinträchtigt. Da jedoch ein Teil der Staukosten eine zusätzliche Umweltbelastung verursacht, diese auch von der Gesamtbevölkerung zu tragen ist und weil sich Verspätungen auch außerhalb des Straßennetzes auswirken, handelt es sich um externe Kosten. Die ökonomische Ursache für dieses Marktversagen besteht darin, dass diese externen Kosten bei Entscheidungen der Marktteilnehmer nicht berücksichtigt werden. Der Verkehrsteilnehmer beispielsweise geht bei seiner Entscheidung, am Verkehr teilzunehmen, nicht davon aus, dass er in einen Verkehrsunfall verwickelt wird. Diese Marktineffizienz kann dadurch beseitigt werden, dass die externen Kosten dem physischen Verursacher dieses externen Effekts angelastet werden. So werden die Unfallkosten bei einem Verkehrsunfall dem Unfallverursacher als Kostenträger angelastet. 
Netzökonomisch ist eine Beseitigung von Engpässen in Verkehrsnetzen sinnvoll, wenn der Investitionsplan den künftigen Nutzen und die Kosten hinreichend korrekt abbildet. Verspätungen aus Verkehrsstaus können sich als Dominoeffekt auch auf andere Netzwerke (wie Lieferketten, Transportketten) auswirken und dort zu Netzstörungen bis hin zur Betriebsunterbrechung (insbesondere bei Just-in-time-Produktion) führen.

## Wirtschaftliche Aspekte
Direkte Netzwerkeffekte entstehen, wenn der Nutzen eines Kunden (Netzwerk-Benutzer) mit der Zahl der Mitglieder eines Netzwerkes ansteigt und die anderen Benutzer unmittelbar oder mittelbar von dieser Erhöhung profitieren können. Dies gilt insbesondere für Telekommunikationsnetze (Internet mit E-Mailverkehr, Mobilfunknetz, Telefonnetz). Gäbe es im sozialen Netzwerk WhatsApp lediglich ein Mitglied, würde für dieses kein Nutzen entstehen, weil es keine Kontakte zu anderen aufnehmen kann. Indirekte Netzwerkeffekte entstehen, wenn durch die wachsende Zahl der Nutzer die Entstehung von Komplementärgütern gefördert wird oder sich Lerneffekte oder selbsterfüllende Prophezeiungen einstellen. Sie sind oft mit Lock-in-Effekten verbunden, so dass der Wechsel zu einem anderen System mit hohen Wechselkosten einhergeht (wer sich für Apple entscheidet, muss wegen des Betriebssystems auch die Anwendungen hiervon erwerben). Weil der Nutzen nur bei Benutzern entsteht, handelt es sich gleichzeitig auch im nachfrageseitige Skaleneffekte. Da sich die Effekte im System selbst verstärken können, liegt auch ein Feedback-Effekt vor.
Externe Effekte stören das reibungslose Funktionieren eines Marktes oder eines Netzwerks und verhindern das Zustandekommen einer Pareto-optimalen Ressourcenallokation, auch im Verkehrswesen.
Das Metcalfesche Gesetz geht in diesem Zusammenhang davon aus, dass der Nutzwert eines Netzwerks im Quadrat zur Anzahl der möglichen Verbindungen zwischen den Teilnehmern (also etwa dem Quadrat der Teilnehmerzahl) wächst, während die Kosten nur linear zur Teilnehmerzahl selbst wachsen. Es hat zur Folge, dass bei jedem Netz ab einer gewissen Größe (englisch Tipping-Point; kritische Masse) der Nutzen die Kosten übersteigt.
Die Netzwerkökonomik wird sich wohl nicht in allen Wirtschaftszweigen durchsetzen, denn die anfällige Struktur von Netzwerken kann Ursache für Desorganisation in Zeiten von technischem Wandel sein.

## Kritik
Die Netzwerkökonomik vernachlässigt einige typische Probleme der Netzwerkbildung, insbesondere die Tatsache, dass die Teilnahme an Netzwerken freiwillig oder quasi erzwungen sein kann. Viele Entrepreneure geben als Motiv der Unternehmensgründung den Wunsch nach Unabhängigkeit an, was sich nicht mit dem oft großen Druck oder faktischem Zwang verträgt, einem Netzwerk beizutreten. Akteure, die selbst den Eindruck haben, dass ihre Netzwerkkompetenzen oder ihre Ressourcen, die sie dem Netzwerk zur Verfügung stellen können, nur gering ausgebildet sind, meiden Netzwerke. Der Druck zum Beitritt geht z. B. von Verbänden, Kammern oder Banken aus, aber auch von Auftraggebern oder Wirtschaftsförderern. Auch gibt es keine eindeutige empirische Evidenz für die Überlegenheit von starken oder schwachen Beziehungen (englisch strong ties, weak ties) in Netzwerken. Die Bedeutung dieser Unterscheidung wird von der Netzwerkökonomik seit den Arbeiten Mark Granovetters immer wieder in den Mittelpunkt gestellt, obwohl ihre empirische Überprüfung mit erheblichen Messproblemen verbunden ist. Auch werden die Kosten und Risiken der Netzwerkarbeit wohl unterschätzt. Eine Studie über Vernetzung unter türkischstämmigen Unternehmern in London verweist auf Risiken der Netzwerkbildung durch Kopie von Geschäftskonzepten.

## Spezialisierte Fachzeitschriften
Themen, Probleme und Studien zur Netzwerkökonomik oder Netzwerkwirtschaft werden zunehmend in spezialisierten Fachzeitschriften publiziert. Zu diesen gehört unter anderem die Review of Network Economics (seit 2002).

## Abgrenzung
Die Netzwerkökonomik ist von den mit ihr verwandten Begriffen der Netzwerkökonomie, nämlich  Netzwerkwirtschaft und Informationsökonomik zu unterscheiden: Während die Netzwerkökonomie eine Wirtschaftsstruktur ist, in der Netzwerke das Hauptmerkmal darstellen, ist die Informationsökonomik ein Fachgebiet der VWL, welches sich mit dem Einfluss von Informationen (oder deren Mangel) auf ökonomische Prozesse und Entscheidungen volkswirtschaftlicher Akteure auswirkt.

## Fachliteratur
- Philipp Hessinger: Vernetzte Wirtschaft und ökonomische Entwicklung. Organisatorischer Wandel, institutionelle Einbettung, zivilgesellschaftliche Perspektiven. Westdeutscher Verlag, Opladen 2001, ISBN 3-531-13605-4.
- Matthew O. Jackson: Social and Economic Networks, Princeton University Press,  2008, ISBN 978-0-691-13440-6.
- Oz Shy: A Short Survey of Network Economics. In: Review of Industrial Organization 38,2 (2011), S. 119–149.